# Villa Grisolía
Villa Grisolía, comunemente nota come Achupallas, è una località dell'Argentina, parte del partido di Alberti nella provincia di Buenos Aires.

## Origini del nome
Il nome Achupallas proviene dall'omonima battaglia delle Achupallas, tenutasi in Cile dall'esercito comandato dal generale José de San Martín. Il combattimento, conclusosi con un trionfo argentino, fu una delle prime vittorie nella campagna di liberazione cilena.
Il termine achuapalla è raramente usato in Argentina, mentre in Cile indica le bromelie, nello specifico l'Ananas comosus, anche se in questo caso fa riferimento alla specie Fascicularia bicolor. Il nome della località non indica quindi la presenza della pianta, peraltro impossibile da coltivare in un clima come quello della pampa argentina, quanto piuttosto la battaglia avvenuta in Cile.

## Società

### Evoluzione demografica
Al 2010 la città conta 88 abitanti, rappresentando una diminuzione del 21,4% rispetto ai 112 abitanti del censimento precedente, datato 2001.

## Economia
L'attività principale della zona è la produzione agricola, insieme con l'apicoltura e i servizi per la produzione. Le coltivazioni principali sono grano, soia, mais, orzo e piselli. Nell'attività di allevamento sono predominanti il bestiame bovino e ovino.